# Droite régionale valencienne
Pour les articles homonymes, voir DRV.

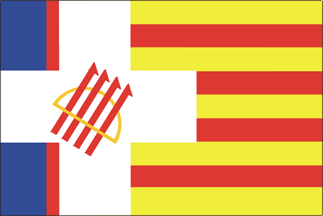
Drapeau de la Droite régionale valencienne.

La Droite régionale valencienne (en castillan Derecha Regional Valenciana ; en catalan Dreta Regional Valenciana ; en sigle DRV) est un parti politique conservateur du Pays valencien actif durant la Seconde République espagnole, fondé à Valence en 1930.
Dans les provinces d'Alicante et de Castellón, elle s'appelait Derecha Regional Agraria (« Droite régionale agraire »).
Son secteur le plus valencianiste se constitua formellement dans une branche nommée Agrupació Valencianista de la Dreta.

## Présentation
Il regroupait des secteurs issus de la petite bourgeoisie agraire valencienne du nord et du centre de la région. Dans les comarques méridionales, plus industrialisées, son influence était moindre.
Sa raison d'être était, selon ses propres termes, la défense des « principes fondamentaux de la civilisation chrétienne ». Elle avait une posture clairement possibiliste (« en principe, nous sommes indifférents à toutes les formes de gouvernement [...] : nous respectons le Pouvoir constitué ») et considérait la propriété privée comme une « institution fondamentale de la société ».
Son organe d'expression était le Diario de Valencia (Journal de Valence). Parmi ses principaux dirigeants on peut citer Lluís Lúcia i Lúcia, le sériculteur Josep Duato i Chapa (fondateur du journal susmentionné), Manuel Simó i Marín (ancien chef de Communion traditionaliste) et Ignasi Villalonga i Villalba (président de la Chambre du commerce et de l'industrie de Valence). Lluís Lúcia menait le secteur réformiste d'inspiration démocrate chrétienne, dont il exposa les principes dans son ouvrage En estas horas de transición publié en 1930. Il faisait face à un secteur conservateur, généralement majoritaire.
Ses fondateurs étaient d'anciens militants du catholicisme traditionaliste, opposés au prétendant carliste Jacques de Bourbon, rejoints par les secteurs agraristes d'Alzira. Le parti était également proche idéologiquement de José María Gil-Robles. Le fait qu'il ne se prononçât pas au sujet du régime politique qui avait sa préférence, monarchie ou république, le rendit suspect aux yeux des partis de gauche.
Aux élections municipales de 1930, il disputa son électorat au Parti d'union républicaine autonomiste (PURA) de Sigfrido Blasco-Ibáñez dans les comarques du centre et du nord, et s'opposa au statut d'autonomie proposé par ce dernier en 1931. Cependant, vers 1932, les deux forces politiques convergèrent peu à peu pour aboutir à leur intégration dans la Confédération espagnole des droites autonomes (CEDA), présidée par Gil-Robles. La DRV était remarquable par son appareil administratif et fut considérée parmi les partis les mieux vertébrés de la droite espagnole.
Selon Alfons Cucó, « le PURA et la DRV, bien que divergentes sur les questions suprastructurelles, ne s'éloignaient pas trop l'un de l'autre ni en ce qui concerne leur conservatisme social, ni en ce qui concerne leur tactique politique ».
Aux élections générales de 1933, elle se présenta à l'intérieur de la CEDA (uni avec le parti Acción Popular, principal composant de cette dernière) et obtint deux sièges de députés au Congrès pour la circonscription de Castellón, un autre en représentation de la ville de Valence, trois pour la circonscription de Valence et trois à Alicante.
Pendant Seconde République, la majorité de ses militants, à l'exception notable de son dirigeant Luis Lucia Lucia, adoptèrent une attitude de duplicité devant la République, défendant en façade l'ordre légal institué et travaillant à ourdir un complot contre lui dans l'ombre,.
Après la victoire du Front populaire aux élections générales de 1936, son siège fut brûlé en juillet 1936.
Lors de la guerre civile, une part de ses membres, dont Villalonga et Martí Domínguez Barberà, appuyèrent le soulèvement militaire, et à la fin du conflit, certains occupèrent des postes importants au sein du Movimiento. Simó fut emprisonné au début du conflit par des républicains puis exécuté à Valence en octobre. D'autres, comme Lluís Lúcia lui-même, subirent une répression pour avoir apporté leur soutien à la république.